# جوناس بيرغستروم
جوناس بيرغستروم (بالسويدية: Jonas Bergström)‏ هو ممثل سويدي، ولد في 11 مايو 1946 بستوكهولم في السويد.

## وصلات خارجية
- جوناس بيرغستروم على موقع IMDb (الإنجليزية)
- جوناس بيرغستروم على موقع قاعدة بيانات الأفلام السويدية (السويدية)
- جوناس بيرغستروم على موقع ديسكوغز (الإنجليزية)
- جوناس بيرغستروم على موقع قاعدة بيانات الفيلم (الإنجليزية)